# بردمور (فلوریدا)
بردمور (به انگلیسی: Bardmoor) یک منطقهٔ مسکونی در ایالات متحده آمریکا است که در شهرستان پاینلاس، فلوریدا واقع شده‌است. بردمور ۵٫۹ کیلومتر مربع مساحت و ۹٬۷۳۲ نفر جمعیت دارد و ۴٫۵۷ متر بالاتر از سطح دریا قرار دارد.